# マージョリー・リュー
マージョリー・リューまたはマージョリー・M・リュウ（Marjorie M. Liu, 1979年6月16日 - ）は、アメリカ合衆国の小説家、漫画原作者。中国系アメリカ人。主に、パラノーマル・ロマンスやアーバン・ファンタジーを手掛け、『ニューヨーク・タイムズ』でベストセラーとなっている。小説の処女作は2007年のパラノーマル・ロマンス『虎の瞳がきらめく夜』（原題：Tiger Eye ）。漫画原作者としてはマーベルコミックスから、「NYX」「X-23」「ダーク・ウルヴァリン」「Astonishing X-Men」などのほか、『X-メン』や『ウルヴァリン』を手掛けている。映画『アベンジャーズ コンフィデンシャル: ブラック・ウィドウ & パニッシャー』のストーリー原案を務めた。コミック『モンストレス』の原作により、女性として初めて2018年アイズナー賞原作者部門を受賞。

## 経歴
ペンシルベニア州フィラデルフィアに生まれ、ワシントン州シアトルで育つ。子供の頃からローラ・インガルス・ワイルダーの『大草原の小さな家』やロバート・ルイス・スティーヴンソン、ジョーゼフ・キャンベル、チャールズ・デ・リント、ホルヘ・ルイス・ボルヘスなどが好きだった。
ウィスコンシン州アップルトンのローレンス大学で東アジアの言語と文化を専攻、生命倫理学を副専攻した。学部生の時に、数多ある『X-メン』のファンサイトから良いデザインのものを参考にウェブデザインのスキルを身に付け、ファンサイト「ウルヴァリン&ジュビリー」を作成した。子供の頃はコミックとは縁がなかったが、アニメやファンの二次創作によって『X-メン』のことは知っており、もっとよく知りたいという思いから『X-メン』と『ウルヴァリン』のコミックを購入、自らもフランチャイズのファンとなり、『X-メン』の二次創作を書き始め、これが物語作りの基礎を培う経験となった。
卒業後、東アジアリーガル・センターとアメリカ国内でもバイオテクノロジー法のエキスパートがそろっていることに感動し、ウィスコンシン大学マディソン校のロー・スクールへ進学。アメリカ大使館の海外農業局で働きながら北京でのインターンシップに参加し、中国政府の遺伝子組換え食品輸入に関する新法に対処した。2003年5月に同校を卒業後、弁護士の資格を取得した。
私生活では、2011年から作家のジュノ・ディアズと交際している。
好きなテレビ番組は、『スターゲイト』『キャッスル 〜ミステリー作家は事件がお好き』『ロスト・ガール』『アメージング・レース』などである。

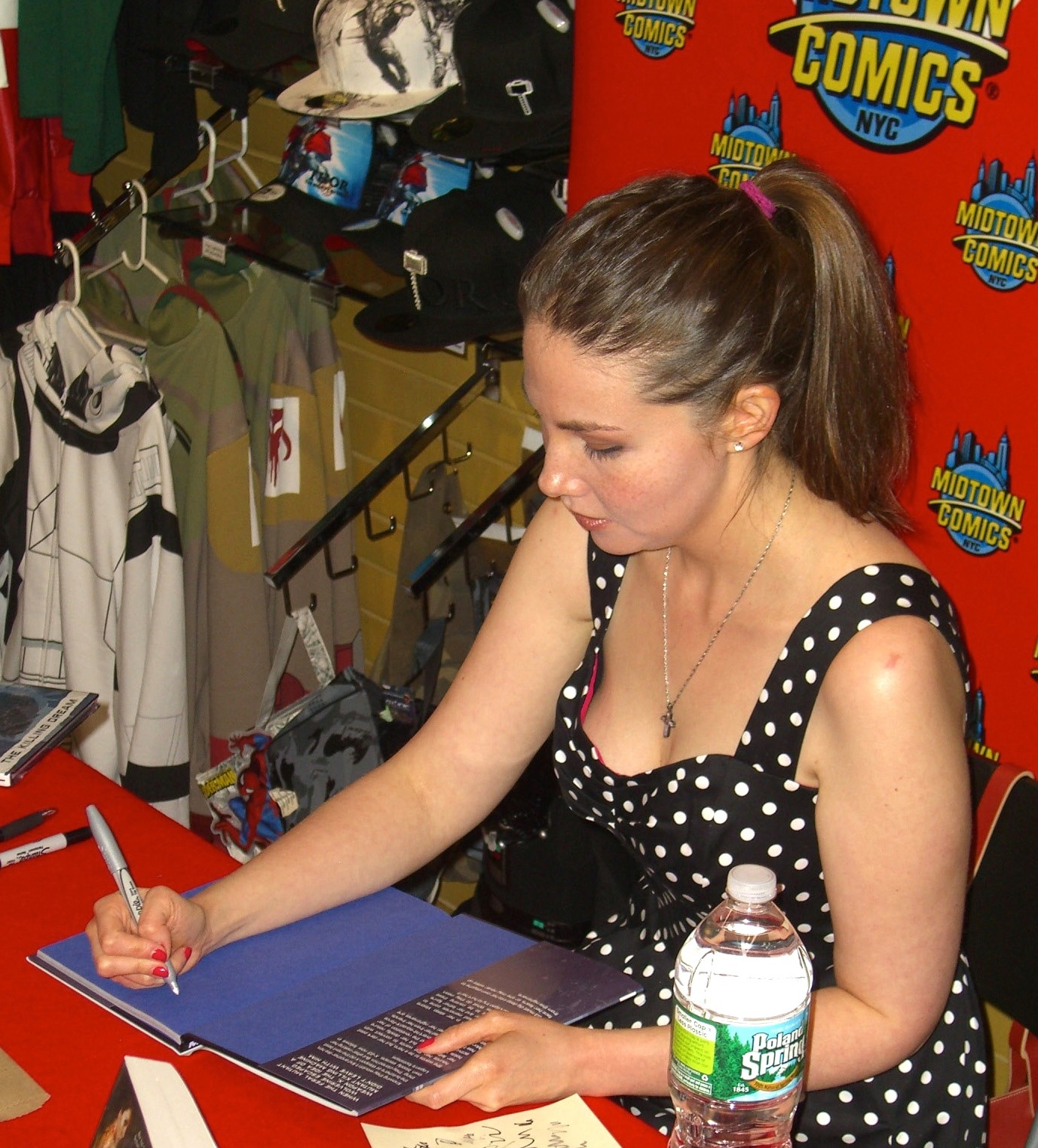
マンハッタンのミッドタウン・コミックスで著書にサインをするリュウ
（2011年6月29日）

ロー・スクールは楽しかったが、卒業する頃には弁護士生活に夢を持てなくなり、作家を目指すことにした。詩や短編小説、ノンフィクションを上梓した後、1カ月かけて書き上げた処女作、中国とアメリカを舞台としたパラノーマル・ロマンティック・アドベンチャー『虎の瞳がきらめく夜』（原題：Tiger Eye ）を出版社数社に送り、ドーチェスター出版がその版権を獲得し、2007年11月に刊行された。その後、同作の続編や、リズ・マーヴェリックの"Crimson City" の続編"A Taste of Crimson" を執筆した。
アリゾナ州ツーソンでのブック・コンベンションでスパイダーマンに扮した少年を見て、以前の自身のエージェントで、マーベル・コミックスのタイアップ小説を手掛ける作家を担当するだったルシエン・ダイバーにマーベル・コミックスを書きたい旨を相談すると、映画『スパイダーマン』が公開中で、同作の作家は十分足りているが、『X-メン』の作家はいないと教えられた。
2005年に『X-メン』の小説"Dark Mirror" を書いた後、マーベル・コミックスの編集者にコミックの仕事がしたいと伝え、初めて仕事を与えられたのはそれから3年後のことで、『X-メン』のスピンオフ作品『NYX』だった。
en:ダニエル・ウェイとの共作"Dark Wolverine" や、"X-23" シリーズを手掛けた。"Astonishing X-Men" の新しいライターとして作画担当のマイク・パーキンスと共にアナウンスされると、Northstarと恋人の結婚のエピソードが描かれた第51話はメディアの注目を集めた。

## 作品リスト

### 小説
デラ&スティール シリーズ
| #  | 邦題                   | 原題                         | 刊行年 | 刊行年月   | 訳者     | 出版社             | 備考                                                                 |
| -- | ---------------------- | ---------------------------- | ------ | ---------- | -------- | ------------------ | -------------------------------------------------------------------- |
| 1  | 虎の瞳がきらめく夜     | Tiger Eye                    | 2005年 | 2009年5月  | 松井里弥 | ヴィレッジブックス |                                                                      |
| 2  | 眠れる闘士がささやく夜 | Shadow Touch                 | 2006年 | 2010年9月  | 松井里弥 | ヴィレッジブックス |                                                                      |
| 3  | 赤い翡翠がときめく夜   | The Red Heart of Jade        | 2006年 | 2012年11月 | 桐谷知未 | ヴィレッジブックス |                                                                      |
| 4  |                        | A Dream of Stone and Shadows | 2006年 |            |          |                    | "Dark Dreamers" アンソロジー ニューヨーク・タイムズでベストセラー[1] |
| 5  | 秘密の花が目覚める夜   | Eye of Heaven                | 2006年 | 2013年12月 | 松井里弥 | ヴィレッジブックス |                                                                      |
| 6  |                        | Soul Song                    | 2007年 |            |          |                    |                                                                      |
| 7  |                        | The Last Twilight            | 2008年 |            |          |                    |                                                                      |
| 8  |                        | The Wild Road                | 2008年 |            |          |                    |                                                                      |
| 9  |                        | The Fire King                | 2009年 |            |          |                    |                                                                      |
| 10 |                        | In the Dark of Dreams        | 2010年 |            |          |                    |                                                                      |
| 11 |                        | Within the Flames            | 2011年 |            |          |                    |                                                                      |

ハンター・キス シリーズ
- The Iron Hunt (2008)
- Darkness Calls (2009)
- Hunter Kiss (2009)
- Armor of Roses (2010)
- A Wild Light (2010)
- The Mortal Bone (2011)
- Labyrinth of Stars (2014)

その他
- A Taste of Crimson: Crimson City, Book 2 (2005)
- X-Men: Dark Mirror (2005)

中編作品
- Six
- Minotaur in Stone
- The Robber Bride
- After the Blood
- Sympathy for the Bones
- The Last Dignity of Man
- The Tangleroot Palace
- Call Her Savage

### コミックス
- NYX: No Way Home #1 - 6 (Marvel Comics, 2008–2009)
- Dark Wolverine #75 - 90 （ダニエル・ウェイ共著, Marvel Comics, 2009–2010)
- X-23 Vol. 2 #1- Women of Marvel one-shot (Marvel Comics, 2010)
- Black Widow Vol. 4 #1 - 5 (Marvel Comics, 2010)
- Girl Comics #3 (Wolverine & Jubilee story only, Marvel Comics, 2010)
- Wolverine: Road to Hell - one-shot (Marvel Comics, 2010)
- Daken:Dark Wolverine #1 - 9 (ダニエル・ウェイ共著, Marvel Comics, 2010–2011) (continuation of Dark Wolverine)
- X-23 Vol. 3 #1 - 21 (Marvel Comics, 2010–2012)
- Jim Henson's Storyteller ("Puss in Boots", Archaia, 2013)
- Astonishing X-Men Vol. 3 #48 - #68, (Marvel Comics, 2012–2013)
- X-Termination #1 (Marvel Comics, 2013)
- X-Treme X-Men Vol. 2 #13 (Marvel Comics, 2013)
- Legends of Red Sonja #4 (Dynamite, 2014)
- 『モンストレス』(Monstress) (Image Comics, 2015-)

### 短編
- "Where the Heart Lives" in My Big Fat Supernatural Honeymoon (2007)
- "After the Blood" in Songs of Love and Death (2010)
- "The Last Dignity of Man" in The Mad Scientist's Guide to World Domination (2013)